# Список российских военных объектов за рубежом

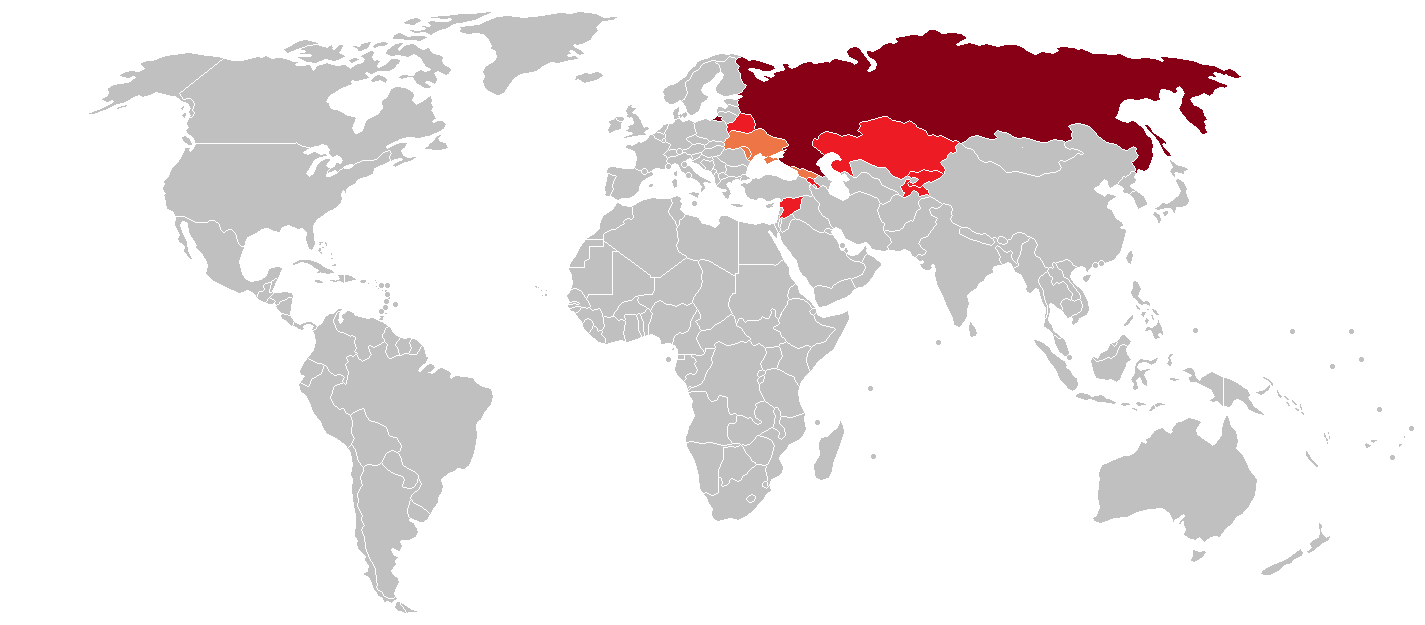
Военные базы России за рубежом (по состоянию на 2023 год):

Российские военные объекты за рубежом — различные формирования и объекты Вооружённых сил и ФСБ Российской Федерации, расположенные вне территории России.
В 2003 году Министерство обороны Российской Федерации (Минобороны России) начало пересмотр ранее принятых решений о судьбе российских воинских контингентов за рубежом. На фоне происходящего сокращения и реформирования ВС России, российские воинские контингенты в ближнем зарубежье сокращаются незначительно, одновременно усиливаясь новыми авиационными и другими высокотехнологичными формированиями и вооружениями (высокоточной артиллерией, средствами связи, разведки и тому подобным).
Ниже представлены государства, где присутствуют российские воинские контингенты.

## Действующие
Список может быть неполным.

### Армения
- 102-я военная база в Гюмри — численность личного состава около 5000 человек, оснащена зенитным ракетным комплексом С-300 и истребителями МиГ-29. В течение 2006—2007 годов сюда с территории Грузии был переведён штаб Группы российских войск в Закавказье (ГРВЗ), а также часть личного состава и вооружений. 
Создана в 1995 году и несёт боевое дежурство в рамках Объединённой системы ПВО СНГ согласно межгосударственному договору сроком на 49 лет (до 2044 года)[2]. По этому договору плата с России не взимается.

### Беларусь

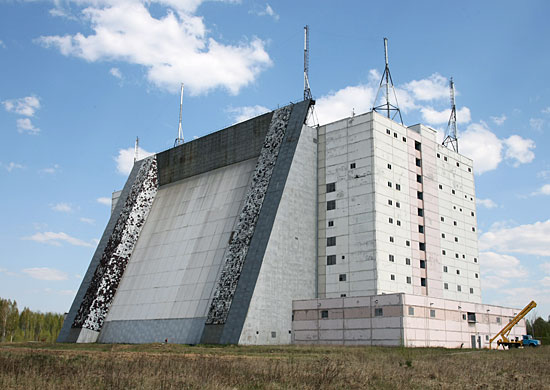
Радиолокационная станция «Волга»

- Радиолокационная станция «Волга» (Озеречье) — входит в состав системы предупреждения о ракетном нападении. Поставлена на боевое дежурство 1 октября 2003 года. Станция дециметрового диапазона позволяет отслеживать пуски МБР на северо-западном ракетоопасном направлении. В соответствии с соглашениями, подписанными 6 января 1995 года, всё недвижимое имущество и занимаемый «Волгой» и её инфраструктурой земельный участок переданы российской стороне в пользование на 25 лет (до 2020 года).
- 43-й узел связи ВМФ России (г. Вилейка, д. Шиловичи) — обеспечивает связь в диапазоне сверхдлинных волн Главного штаба ВМФ России с атомными подводными лодками, несущими боевое дежурство в районах Атлантического, Индийского и частично Тихого океанов.

### Грузия

#### Абхазия
В период войны в Абхазии (1992—1993 гг.) на её территории дислоцировался российский 171-й истребительный авиационный полк, вооружённый перехватчиками Су-27 (авиабаза «Бамбоура» (Гудаута)), и военно-сейсмологическая лаборатория в Нижней Эшере.
7-я военная база — с 2009 года дислоцируется в Абхазии, численность контингента до 4000 человек. Основные пункты базирования: бывшие миротворческие объекты и военный аэродром Бамбора в районе Гудауты, полигон и часть порта в Очамчире, совместные российско-абхазские войсковые гарнизоны в Кодорском ущелье и около Ингурской ГЭС. Кроме того, в составе военной базы находятся военно-административные и медицинские объекты в разных населённых пунктах Абхазии.
В 2023 году сообщалось о возможном начале строительства потайной военно-морской базы в Очамчире.

#### Южная Осетия

Российские военные базы в Цхинвальском Регионе Грузии (де-факто в самопровозглашённой Южной Осетии)

4-я гвардейская военная база — дислоцируется в Южной Осетии официально с 2009 года (по сообщениям властей Грузии, неофициально функционировала в 2006 году), численность 4000 человек.
Основные пункты базирования: бывшие миротворческие объекты в Цхинвале, полигон в Дзарцеме, военный городок и авиабаза в Джаве, военный городок в 4 км к северу от Цхинвала, аэродром совместного базирования в селении Курта. Штаб в городе Цхинвал.

### Казахстан
- Государственный испытательный полигон Сары-Шаган, полигон средств стратегической ПВО и ПРО
- Отдельный радиотехнический узел (Приозёрск, полигон Сары-Шаган)
- 20-я отдельная измерительная станция РВСН[источник не указан 74 дня] (пос. Жанаказан Западно-Казахстанской области; входила в состав 4-го ГЦМП, сокращена 15 апреля 2010 года)
- 171-я авиационная комендатура в Караганде (аэропорт «Сары-Арка»).

В апреле 2006 года Россия и Казахстан договорились о внесении изменений и дополнений в межгосударственные документы 1995 года, определяющие порядок использования российских военных объектов на территории Казахстана:
- Соглашение о порядке использования 929-го Государственного лётно-испытательного центра Минобороны РФ (объекты и боевые поля, размещённые на территории Казахстана — 5 полигонов в Западно-Казахстанской, Атырауской и Мангистауской областей, арендная плата до 2005 года составляла 1,814 млн долларов, а с 2005 года 4,454 млн долларов[4]);
- Соглашение о порядке использования 4-го Государственного центрального полигона Минобороны РФ (объекты и боевые поля, размещённые на территории Казахстана — арендная плата с 2005 года 0,682 млн долларов, до того она составляла 1,022 млн долларов[5]).
- Соглашение об условиях использования и аренды Полигона Эмба (официальное название  — 11-й ГНИИП);
- Соглашение об условиях использования и аренды испытательного полигона Сары-Шаган и обеспечения жизнедеятельности города Приозёрска.

### Кыргызстан

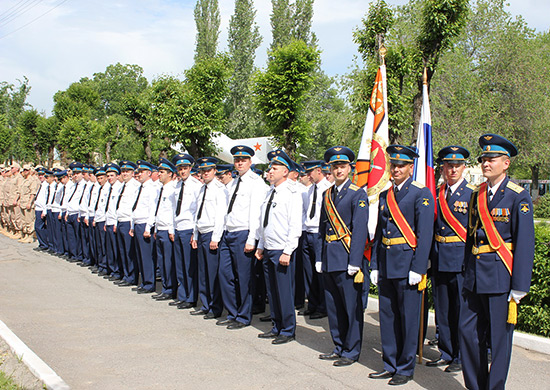
Построение личного состава на авиабазе «Кант»

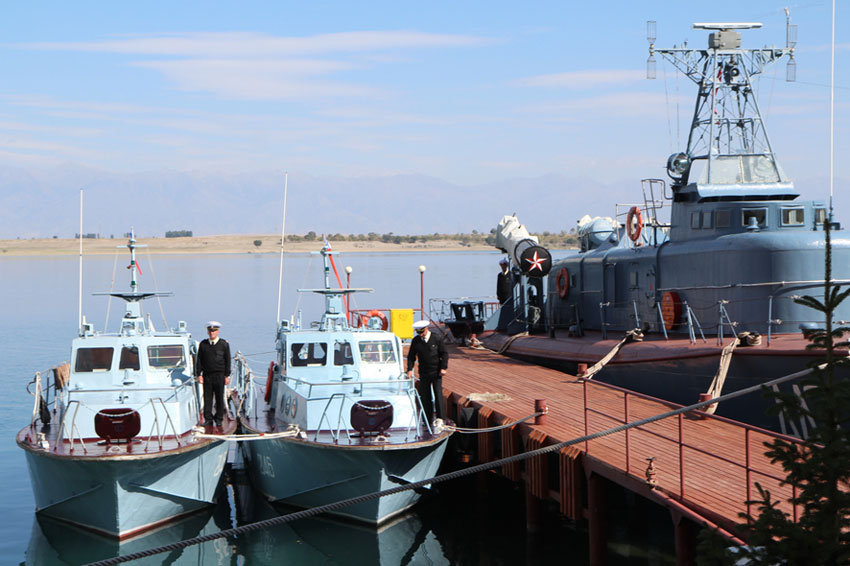
Катера на пирсе полигона Каракол

В 2012 году между Москвой и Бишкеком заключено соглашение о создании в Кыргызстане Объединённой российской военной базы, которая включает в себя следующие объекты:
- 999-я гвардейская авиационная база (войсковая часть 20022) (аэродром Кант, Чуйская область)[7]
- 954-я испытательная база противолодочного вооружения ВМФ России (войсковая часть 87366) (Пристань-Пржевальск, Каракол, на берегу озера Иссык-Куль)
- 338-й узел связи ВМФ «Марево» (станция «Прометей») (войсковая часть 45682) (к северу от села Ойронду Панфиловского района Чуйской области) — обеспечивает связь в диапазоне сверхдлинных волн Главного штаба ВМФ России с подводными лодками на боевом дежурстве[8].
- 17-я радиосейсмическая лаборатория сейсмической службы Министерства обороны России (Майлуу-Суу Джалал-Абадской области) — работает в интересах РВСН, осуществляя мониторинг испытаний ядерного оружия.

### Молдова (де-юре) / ПМР (де-факто)
Пребывание российских военнослужащих на территории самопровозглашённой Приднестровской Молдавской Республики (ПМР) связано, по утверждению властей РФ, «с политической необходимостью с точки зрения обеспечения мира в регионе и предотвращения попыток некоторых политиков реанимировать конфликт», и является причиной продолжающегося отрыва этих районов от Республики Молдова. Однако признавая суверенитет и целостность Молдовы, договор о базировании частей, оставшихся после распада СССР, так и не подписан. Здесь остаётся один из крупнейших оружейных складов в Европе в районе населённого пункта Колбасна, принадлежавший бывшей 14-й армии СССР. Кроме боеприпасов, здесь хранилось свыше 100 танков и 100 БТР, около 50 БМП, свыше 200 зенитно-ракетных комплексов, боевые машины ПТУРС, установки систем залпового огня «Град», артиллерийские орудия, миномёты, разведывательные машины, почти 35 000 автомобилей, автомобильные шасси, около полутысячи единиц инженерной техники, 130 вагонов инженерного имущества и 1 300 тонн инженерных боеприпасов, 30 000 автоматов, пулемётов и пистолетов.
Этот 1411-й артиллерийский склад был создан в 1940-х годах. В советское время склад боеприпасов был стратегическим арсеналом западных военных округов СССР, но основную часть боеприпасов сюда завезли после вывода советских войск из бывшей ГДР, Чехословакии и Венгрии. По состоянию на 2000 год объёмы вооружений и боеприпасов, принадлежащих России, в приднестровском регионе Молдовы составляли около 42 000 тонн. С 2000 года по 2004 год оттуда было вывезено или уничтожено на месте около 50 % вооружений, военной техники и боеприпасов. На 2011 год на складе оставалось от 19 000 до 21 500 тонн боеприпасов: снаряды, авиабомбы, мины, гранаты, патроны (из них 57 % просрочены для использования и транспортировки), всё вооружение и военная техника вывезены или уничтожены. Возможный взрыв имеющихся боеприпасов может быть сравним со взрывом ядерной бомбы мощностью 10 килотонн, которая была сброшена на Хиросиму в августе 1945 года.
Сейчас[когда?] в составе оперативной группы в Приднестровье остаются два отдельных мотострелковых батальона, батальон охраны и обслуживания, вертолётный отряд, несколько подразделений обеспечения. Численность личного состава группы — 1000 человек.
На май 2015 года из российских войск в Приднестровье остались один батальон миротворческих сил в составе 412 человек и два батальона войсковой части № 13962 численностью около 1,5 тысячи солдат (которая и носит название ОГРВ) для охраны склада боеприпасов.
Юридически-правовое состояние оперативной группы постепенно становилось всё более напряжённым; В соответствии с решением Стамбульского совещания ОБСЕ 1999 года Россия обязалась вывести оружие и весь личный состав с территории ПМР к концу 2002 года, но так и не выполнила своего обещания. Молдавские власти после 2001 года неоднократно выступали за вывод группы с последующей заменой на международную миссию гражданских наблюдателей. В 2018 году Генеральная Ассамблея ООН приняла резолюцию, призывающую Россию вывести свои войска из Приднестровья, а в 2023 году ПАСЕ охарактеризовало размещение российских сил в Приднестровье как оккупацию.

### Сирия

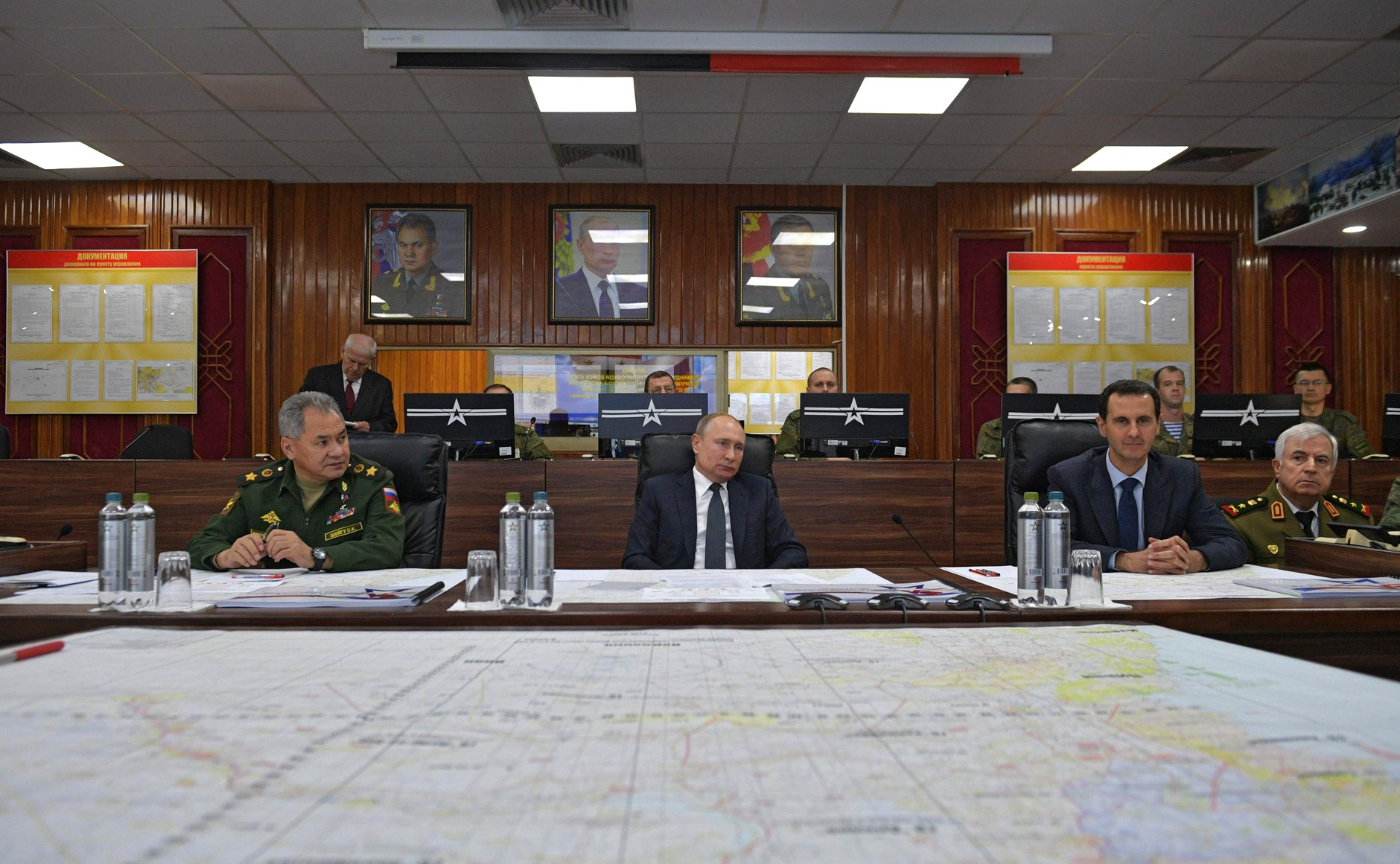
Владимир Путин и Башар Асад
в Командном пункте Группировки ВС РФ в САР. Дамаск, 7 января 2020

По состоянию на начало 2025 года обсуждается либо частичный, либо полный вывод российских войск с баз в Сирии и возможный их перенос в Ливию.
- Дамаск: Командный пункт Группировки войск (сил) Вооруженных сил Российской Федерации в Сирийской Арабской Республике (в Дамаске с декабря 2019; 2011—2019 — Хмеймим).
- Аэродром «Хмеймим» в районе города Латакия:
  - Авиационная группа ВКС России в Сирии[25], для обороны базы также привлечена батальонная тактическая группа морской пехоты[26]. 
  - Центр по примирению враждующих сторон и контролю за перемещением беженцев.
- Тартус:
  - 720-й пункт материально-технического обеспечения (ПМТО) ВМФ России. 
  - С сентября 2013 года возле берегов Сирии постоянно находится Оперативное соединение ВМФ России на Средиземном море.

### Таджикистан

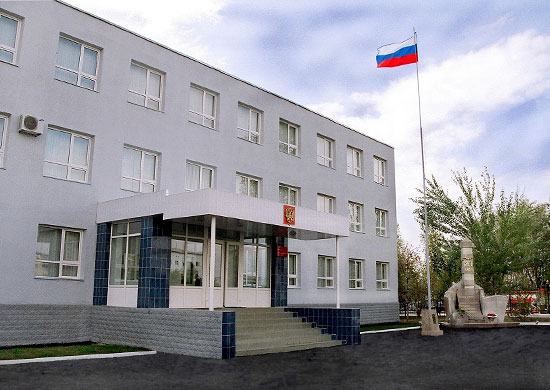
201-я российская военная база

201-я российская военная база располагается в Душанбе, Курган-Тюбе. База создавалась с октября 2004 года по октябрь 2005 года на базе 201-й мотострелковой Гатчинской дивизии. Первоначально получила статус 4-й военной базы, но позднее было возвращено название дивизии-предшественницы. В составе военной базы ряд частей и подразделений, расположенных в трёх городах Республики Таджикистан (в общей сложности восемь военных городков), а также три полигона — Ляур, Момирак, Самбули. Численность военнослужащих базы в настоящее время — примерно 7500 человек.
- Оптико-электронный комплекс «Окно» («Нурек») системы контроля космического пространства (Нурек).

Оптико-электронный комплекс «Окно» («Нурек») расположен на высоте 2200 м над уровнем моря в горах Санглок (Памир). Входит в состав Воздушно-космических сил России. Предназначен для обнаружения и распознавания космических объектов. Находится на опытно-боевом дежурстве с 18 июля 2002 года. Позволяет производить обнаружение космических объектов на высотах до 40 000 км. В октябре 2004 года достигнута договорённость о его передаче в российскую собственность. За это Россия списала долг Таджикистана в размере 242 млн долларов. Территория, на которой расположен узел, передана России в аренду на 49 лет. Арендная плата была установлена в 39 центов в год.
В апреле 2005 года в Душанбе был подписан акт о передаче в собственность России оптико-электронного узла «Нурек». В обмен на это Россия обязалась инвестировать в экономику Таджикистана 2 млрд долларов в течение 5 лет.

#### Таджико-афганская граница
В 1992—1993 годах российская сторона взяла на себя обязательства по охране таджико-афганской границы. Осенью 2004 года на базе 201-й мотострелковой дивизии была образована российская военная база. Тем не менее службу на границе вели преимущественно местные солдаты-призывники, а на каждой заставе в лучшем случае находились только один-два офицера из России, бывало что и ни одного. 16 октября 2004 года между Таджикистаном и РФ было достигнуто соглашение по передачи госграницы под контроль Таджикистана. Сообщалось, что в Душанбе остается лишь оперативная группа российской погранслужбы. В 2005 году процесс передачи границы завершился.

### Украина
В ходе полномасштабного вторжения образована Объединённая группировка российских войск (сил) на Украине, в состав которой вошли группировки войск (сил) «Центр», «Юг», «Запад», «Восток» и «Днепр».

## Бывшие

### Азербайджан
Габалинская РЛС — одна из мощных, но уже устаревших станций предупреждения о ракетном нападении. Зона обзора её антенны позволяла перекрывать районы возможных пусков оперативно-тактических ракет средней дальности, определять параметры и направление их движения, а также следить за космическими аппаратами, находящимися в зоне действия РЛС к югу от России. Численность обслуживающего персонала составляла около 2000 человек.
10 декабря 2012 года Россия прекратила эксплуатацию Габалинской РЛС, ввиду того, что российская и азербайджанская стороны не пришли к договорённости о стоимости аренды этой станции.

### Вьетнам
Все войска были выведены в мае 2002 года.
12 ноября 2013 года в ходе российско-вьетнамских переговоров на высшем уровне между президентом РФ Владимиром Путиным и президентом СРВ Чыонг Тан Шангом было подписано соглашение о создании совместной базы для обслуживания и ремонта подводных лодок в Камрани. Однако в 2016 году во Вьетнаме официально заявили, что страна придерживаясь политики «трёх нет» не допустит на своей территории создания каких либо иностранных баз, в том числе российских.

### Германия
На момент начала вывода Группы с территории Германии, включала шесть армий:
- 1-я гвардейская танковая армия (Дрезден);
- 2-я гвардейская танковая армия (Фюрстенберг);
- 3-я общевойсковая армия (Магдебург);
- 8-я гвардейская общевойсковая армия (Нора);
- 20-я гвардейская общевойсковая армия (Эберсвальде-Финов);
- 16-я воздушная армия (Вюнсдорф).

Прощальный военный парад в честь вывода Западной Группы Войск состоялся 12 июня 1994 года в Вюнсдорфе, а 31 августа 1994 года, с участием президента России Бориса Ельцина и канцлера Германии Гельмута Коля — перед памятником советскому воину-освободителю в Трептов-парке в Берлине.
Западная группа войск прекратила существование 31 августа 1994 года. Соединения и части были выведены фактически «в чистое поле». Большинство[сколько?] частей, соединений и объединений после возвращения из Германии на территорию России и других республик бывшего СССР было расформировано.

### Грузия
22 марта 1995 года Министр обороны РФ П. С. Грачёв и министр обороны Грузии Вардико Надибаидзе парафировали договор о создании российских военных баз на территории Грузии (в Ахалкалаки, Батуми, Вазиани и Гудауте). Президент Грузии Э. Шеварднадзе говорил, что удовлетворён договорённостями о военном сотрудничестве с Россией и считал, что российские базы в Грузии станут главным стабилизирующим фактором безопасности во всём Закавказском регионе.
Согласно договору, базы были предоставлены на 25 лет с возможностью дальнейшего продления срока. В ноябре 1999 года на Стамбульском саммите ОБСЕ было подписано российско-грузинское заявление (ставшее официальным приложением к Договору о сокращении обычных вооружений в Европе), согласно которому российские военные базы в Вазиани и Гудауте должны быть ликвидированы до 1 июля 2001 года.
Российские части в Грузии подчинялись командованию Группы российских войск в Закавказье (ГРВЗ), штаб которой находился в Тбилиси.
- в июле 2001 года была расформирована и выведена 137-я военная база в Вазиани.
- в конце октября 2001 года была расформирована и выведена 50-я военная база, дислоцировавшаяся на территории 10-го парашютно-десантного полка РФ в городе Гудаута[43].
- в июне 2007 года была расформирована и выведена 62-я военная база в Ахалкалаки
- в дальнейшем, в 2007 году была расформирована и выведена 12-я военная база в Батуми.

Вывод военных баз из Вазиани и Гудауты финансировали США.
Значительная часть населения Ахалкалаки и Батуми либо служили на российских базах, либо обеспечивали их жизнедеятельность.
Соглашение о порядке вывода российских военных баз было подписано в середине 2005 года. 3 марта 2006 года было принято постановление Правительства РФ о подписании соглашения о выводе этих баз с территории Грузии, и 3 мая 2006 года начался вывод техники с российской военной базы в Ахалкалаки.
Полный вывод войск и техники с российских военных баз в Грузии (за исключением баз в Южной Осетии и Абхазии) завершился к середине ноября 2007 года.

### Иран
- Авиабаза Хамадан, которая использовалась в августе 2016 года для операций дальней авиации ВКС России в Сирии[47].

### Казахстан
- 5-й Государственный испытательный космодром МО РФ (в составе Байконура) — до 2010 года
- Отдельный полк транспортной авиации (Костанай) — до 2000 года
- Полигон Эмба — аренда прекращена согласно соглашению, ратифицированному в 2017 году[48].

Полигон Эмба площадью около 600 тыс. гектар Россия арендовала у Казахстана на возмездной основе (за 2016 год было выплачено 7 млрд тенге). В течение 8 лет полигон не использовался, а испытания были перенесены на полигон Капустин Яр, расположенный на российской территории. В июне 2017 года Совет Федерации ратифицировал Протокол между РФ и Казахстаном «О мерах по прекращению действия Соглашения между странами об условиях использования и аренды военно-испытательного полигона Эмба в Актюбинской области». По этому соглашению Россия официально прекратила аренду Казахстана территории полигона Эмба.

### Куба
Был закрыт в ноябре 2001 года.

### Монголия
4 февраля 1989 года было подписано советско-китайское соглашение о сокращении численности войск на границе. 15 мая 1989 года советское руководство заявило о частичном, а затем о полном выводе 39-й армии Забайкальского военного округа из Монголии. В состав армии входили две танковые и три мотострелковые дивизии — более 50 тыс. военнослужащих, 1816 танков, 2531 бронемашина, 1461 артиллерийская система, 190 самолётов и 130 вертолётов. Вывод войск из Монголии занял 28 месяцев. 25 сентября 1992 года было официально объявлено о завершении вывода войск.

### Польша
26 октября 1991 года был подписан договор о выводе частей и подразделений Северной группы войск из Польши до конца 1993 года. 5 мая 1992 года начался вывод войск (к тому моменту уже не советских, а российских). 15 сентября 1993 года СГВ была расформирована. 17 сентября 1993 года последний российский солдат покинул пределы Республики Польша.

### Страны Балтии
Группа войск была упразднена 1 сентября 1994 года после полного вывода российских войск из трёх балтийских государств: Латвии, Литвы и Эстонии.

### Украина
2 апреля 2014 года, в результате аннексии Крыма и «фактического прекращения отношений аренды Российской Федерацией объектов её Черноморского флота на территории Украины», Россия денонсировала соглашения «О параметрах раздела Черноморского Флота» и «Харьковские соглашения», в связи с чем российские объекты в Крыму функционируют как внутрироссийские.
Пункты базирования:
- Корабельный состав Черноморского флота России: Севастополь (бухты Севастопольская, Южная, Карантинная, Казачья) — главная военно-морская база ЧФ (была местом совместного базирования ЧФ и ВМС Украины), Феодосия
- Основные аэродромы: Гвардейское, Севастополь (Кача)
- Запасные аэродромы: Севастополь (мыс Херсонес, Южный), Бельбек
- Узлы связи: Кача, Судак, Ялта
- Отрадное — 219-й отдельный полк радиоэлектронной борьбы.

В Севастополе также базируется штаб ЧФ, центральный узел связи, 1472-й военно-морской госпиталь, 1096-й зенитный ракетный полк, 810-й отдельный полк морской пехоты, 17-й арсенал.
На аэродромах Кача и Гвардейское базируются самолёты Су-24М и Су-24МР, Ан-26, а также вертолёты Ка-27.

## Обсуждавшиеся

### Судан
В ноябре 2020 года Президент России Владимир Путин поручил Минобороны России создать в Судане Пункт материально-технического обеспечения ВМФ России. В 2023 году правительство Судана закончило рассмотрение предложения РФ о организации военной базы на территории Судана. Было согласовано строительство российской военно-морской базы в Порт-Судане на Красном море. Соглашение позволяет России расположить на территории базы до 300 военнослужащих и одновременно содержать до четырех кораблей ВМФ.

### Египет
В 2016 году Россия вела переговоры с Египтом об аренде военных объектов, в том числе бывшей советской военной базы в египетском городе Сиди-Баррани (которую планировалось применять в качестве военно-воздушной базы). Речь шла о 2019 годе — к тому времени планировалась, в случае договора сторон, закончить работы по восстановлению базы. Каир готовился согласиться на её аренду Москвой для решения первостепенных геополитических задач, отвечающих интересам и египетской стороны. Согласно достигнутым на тот момент договорённостям, Россия доставит оборудование морским путём, а на самой базе будет присутствовать постоянный воинский контингент РФ, однако число военнослужащих будет на первоначальном этапе довольно немногочисленным.

### Вьетнам
В ноябре 2013 года между Президентами РФ Владимиром Путиным и Вьетнама Чыонг Тан Шангом было подписано соглашение о создании совместной базы для обслуживания и ремонта подлодок в Камрани. в ноябре 2014 года в ходе визита в Сочи генсека ЦК Компартии Вьетнама Нгуен Фу Чонга подписано соглашение, установившее упрощённый порядок пользования российскими боевыми кораблями порта Камрань. С весны 2014 года аэродром Камрани впервые стал использоваться для обслуживания самолётов Ил-78, которые обеспечивают дозаправкой топливом в воздухе самолёты Ту-95МС.
12 октября 2016 года официальный представитель министерства иностранных дел Вьетнама Ле Хай Бинь заявил, что они «не будут вступать в военные союзы или альянсы против третьих стран», добавив, что Вьетнам не допустит размещения на своей территории любых иностранных военных баз.

### Ливия
После переговоров между президентом РФ Владимиром Путиным и военным командующим на востоке Ливии Хафтаром в сентябре 2023 года, две страны перешли к разработке соглашения об обороне, результатом чего может стать создание военно-морской базы России в этом регионе. Бывший специальный посланник США в Ливии Джонатан Уайнер заявил, что данная угроза воспринимается властями Соединенных Штатов очень серьезно, поскольку в итоге РФ получит порты в Ливии, а это даст ей возможность следить за всем Европейским Союзом.

## Миротворческие контингенты

### Босния и Герцеговина

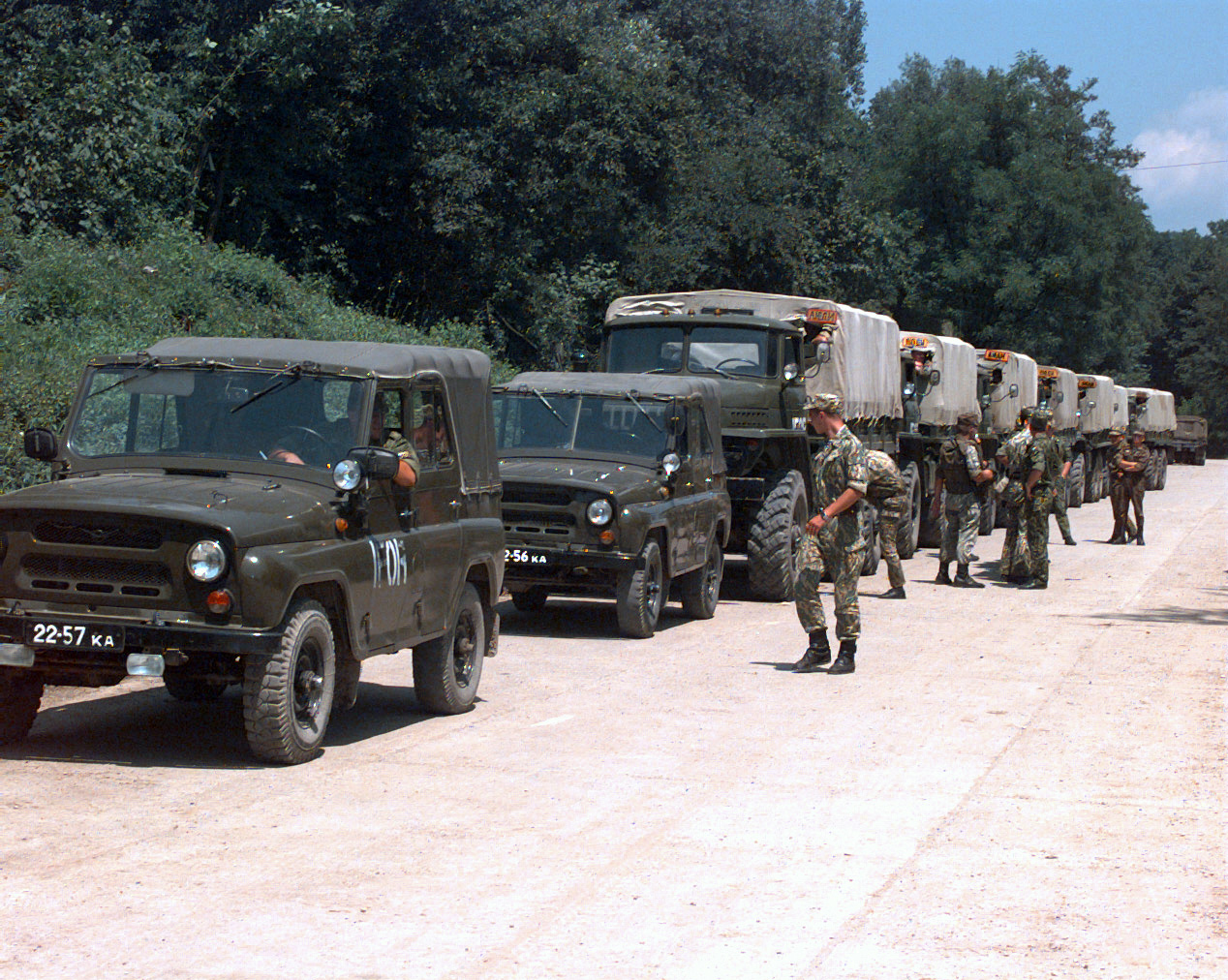
Российские миротворцы в Боснии и Герцеговине. 12 июня 1996 года.

8 марта 1992 года по решению Верховного совета России 900 российских миротворцев были направлены в состав сил ООН в бывшей Югославии. В 1996 году контингент достиг максимальной численности в 1600 человек (из них — 1340 в Боснии и Герцеговине). Вывод российских миротворцев из Боснии завершился 14 июня 2003 года. За время операций в Хорватии и Боснии погибли 22 российских военнослужащих.

### Либерия
10 декабря 2003 года Совет Федерации РФ одобрил отправку 40 сотрудников МВД в Либерию (фактически максимальное число не превышало 22 человека), 30 июня 2004 — 40 человек в Бурунди. Миротворческие операции завершены.

### Нагорный Карабах
Российский миротворческий контингент был направлен в регион в ноябре 2020 года согласно трехстороннему заявлению о прекращении огня, завершившему Вторую карабахскую войну. Включал в себя: 1960 военнослужащих со стрелковым оружием, 90 бронетранспортёров, 380 единиц автомобильной и специальной техники, вертолёты Ми-8 и Ми-24 армейской авиации ВКС России. Основу контингента составляли военнослужащие 15-й отдельной мотострелковой бригады (миротворческой) Центрального военного округа. 17 апреля 2024 года начался процесс досрочного вывода контингента с территории Азербайджана, который завершился 12 июня 2024 года.

### Судан (Южный Судан)
В соответствии с резолюциями Совета Безопасности ООН № 1590 от 24 марта 2005 года и № 1627 от 23 сентября 2005 года, в период с апреля 2006 года по март 2012 года, в аэропорту населенного пункта Джуба в Южном Судане дислоцировалась российская авиационная группа в составе четырёх вертолетов МИ-8 и 120 человек личного состава. Соответствующий Указ об этом, от 7 февраля 2006 года № 80, подписал Президент Российской Федерации.

### Сьерра-Леоне
7 июня 2000 года Совет Федерации РФ принял решение об отправке в Сьерра-Леоне 114 военных лётчиков для участия в миротворческой операции под эгидой ООН. В составе международного контингента полицейских сил в операции участвовало четыре сотрудника МВД РФ. Операция продлилась с августа 2000 по сентябрь 2005 года.

### Чад и ЦАР
1 сентября 2008 года Президент России Дмитрий Медведев подписал «Указ О направлении воинского формирования Вооружённых сил РФ для участия в операции Европейского союза в поддержку присутствия ООН в Республике Чад и ЦАР». Речь шла о направлении в район её проведения четырёх российских транспортных вертолётов Ми-8МТ и до 200 военнослужащих. На 10 марта 2009 года в миротворческой операции в Республике Чад и ЦАР участвовало 100 российских военнослужащих и 4 вертолёта Ми-8МТ. В декабре 2010 года российские войска, согласно указу президента, покинули территорию Чада и ЦАР.

### Югославия
25 июня 1999 по решению Совета Федерации РФ в Косово было направлено 3600 миротворцев. К тому времени там уже находилось 400 российских военных из числа контингента в Боснии и Герцеговине, которые совершили марш-бросок в Приштину и вошли туда 12 июня 1999 года по приказу президента России Бориса Ельцина. Миссия продлилась до 24 июля 2003 года. За время пребывания в Косово погибло 12 российских миротворцев.